# NGC 439
NGC 439 es una galaxia elíptica de la constelación de Sculptor. 
Fue descubierta el 27 de septiembre de 1834 por el astrónomo John Herschel.